# فرانچسکو بوهاجیار
فرانچسکو بوهاجیار (انگلیسی: Francesco Buhagiar؛ ۷ سپتامبر ۱۸۷۶ – ۲۷ ژوئن ۱۹۳۴) سیاستمدار اهل مالت بود. وی از ۱۳ اکتبر ۱۹۲۳ تا ۲۲ سپتامبر ۱۹۲۴ نخست‌وزیر مالت بود.
فرانچسکو بوهاجیار در ۲۷ ژوئن ۱۹۳۴، در سن ۵۷ سالگی درگذشت.